# 2008 코파 델 레이 결승전
2008 코파 델 레이 결승전(스페인어: La Final de la Copa del Rey de 2008)은 스페인의 축구 컵대회인 코파 델 레이의 104번째 결승전으로, 코파 델 레이 2007-08의 우승 구단을 결정하기 위해 진행되었다. 이 경기는 2008년 4월 16일, 마드리드의 비센테 칼데론에서 진행되었다. 결승전에 진출한 두 구단은 발렌시아와 헤타페로, 알베르토 운디아노 마옝코 주심이 이 경기를 중재했다.
발렌시아는 이 경기에서 헤타페를 3-1로 이기고 9년 만이자 통산 7번째 대회 우승을 거두었다. 헤타페는 전년도와 함께 이번 결승전이 유이하게 결승전에 진출한 대회인 반면 발렌시아는 이번이 통산 16번째 대회 결승전이었다.

## 결승전까지의 경기
| 세비야        | 세비야 | 세비야             | 단계     | 헤타페              | 헤타페 | 헤타페             |
| ------------- | ------ | ------------------ | -------- | ------------------- | ------ | ------------------ |
| 상대          | 결과   | 상세 결과          |          | 상대                | 결과   | 상세 결과          |
| 부르고스      | 5–1    | 0–1 원정; 4–1 안방 | 32강전   | 레알 우니온         | 5–1    | 1–2 원정; 3–0 안방 |
| 레반테        | 4–0    | 3–0 안방; 0–1 원정 | 16강전   | 베티스              | 4–2    | 1–2 원정; 2–1 안방 |
| 마요르카      | 2–2    | 1–0 안방; 1–2 원정 | 8강전    | 아틀레티코 마드리드 | 3–3    | 1–0 안방; 2–3 원정 |
| 라싱 산탄데르 | 4–2    | 3–1 안방; 1–1 원정 | 준결승전 | 바르셀로나          | 4–3    | 1–1 원정; 3–2 안방 |

## 상세 경기 정보
| 헤타페                | 1–3 | 발렌시아                                |
| --------------------- | --- | --------------------------------------- |
| 그라네로 45′ (페널티) |     | 4′ 마타 · 11′ 알렉시스 · 84′ 모리엔테스 |

| 헤타페 | 발렌시아 |

| GK                | 1  | 오스카르 우스타리     |     |     |
| RB                | 21 | 다비드 코르테스       |     |     |
| CB                | 3  | 카타 디아스           | 82′ |     |
| CB                | 23 | 마누엘 테나 (주장)    |     | 78′ |
| LB                | 12 | 루카스 리치트         | 31′ |     |
| RW                | 2  | 코스민 콘트라         |     | 55′ |
| MF                | 10 | 루벤 데 라 레드       |     |     |
| MF                | 22 | 하비에르 카스케로     | 42′ | 64′ |
| LW                | 25 | 에스테반 그라네로     | 32′ |     |
| FW                | 14 | 마누                  |     |     |
| FW                | 16 | 후안 알빈             |     |     |
| 교체 선수:        |    |                       |     |     |
| GK                | 13 | 로베르토 아본단시에리 |     |     |
| CB                | 4  | 다비드 벨렝게르       |     |     |
| MF                | 6  | 파비오 첼레스티니     | 89′ | 64′ |
| RW                | 7  | 마리오 코텔로         |     |     |
| MF                | 11 | 다비드 소우사         |     |     |
| MF                | 24 | 파블로 에르난데스     |     | 55′ |
| FW                | 9  | 브라울리오            |     | 78′ |
| 감독:             |    |                       |     |     |
| 미카엘 라우드루프 |    |                       |     |     |

| GK          | 13 | 티모 힐데브란트     |     |     |
| RB          | 23 | 미겔 몬테이루       | 22′ |     |
| CB          | 4  | 라울 알비올         |     | 57′ |
| CB          | 20 | 알렉시스            | 38′ |     |
| LB          | 24 | 에밀리아노 모레티   |     | 66′ |
| DM          | 5  | 카를로스 마르체나   | 67′ |     |
| CM          | 8  | 루벤 바라하 (주장)  |     |     |
| RW          | 19 | 하비에르 아리스멘디 |     |     |
| AM          | 21 | 다비드 실바         |     |     |
| LW          | 16 | 후안 마타           | 45′ |     |
| FW          | 7  | 다비드 비야         |     | 75′ |
| 교체 선수:  |    |                     |     |     |
| GK          | 25 | 후안 모라           |     |     |
| CB          | 12 | 마르쿠 카네이라     |     | 57′ |
| MF          | 22 | 에두                |     | 66′ |
| MF          | 11 | 에베르 바네가       |     |     |
| RW          | 17 | 호아킨 산체스       |     |     |
| FW          | 9  | 페르난도 모리엔테스 |     | 75′ |
| FW          | 18 | 니콜라 지기치       |     |     |
| 감독:       |    |                     |     |     |
| 로날트 쿠만 |    |                     |     |     |